# Lena Pauels
Lena Pauels (Kevelaer, 2 februari 1998) is een voetbalspeelster uit Duitsland. Ze speelt als doelverdediger voor SL Benfica in de Campeonato Nacional Feminino.

## Clubcarrière
Pauels begon met voetballen voor de lokale voetbalclub Kevelaerer SV. In de zomer van 2013 maakte ze de overstap naar de jeugdafdeling van SG Essen-Schönebeck, actief in de Bundesliga. In haar eerste seizoen werd ze kampioen van de B-junioren Bundesliga West/Zuidwest. Hierdoor mocht ze aantreden in de halve finale van het Duitse kampioenschap, waarin 1. FFC Turbine Potsdam met 0-3 te sterk was. Voorafgaande aan het seizoen 2014/25 werd Pauels overgeheveld naar het eerste elftal van SG Essen-Schönebeck. Ze maakte haar eerste optredens in het tweede elftal, dat actief is in de Regionalliga West. Pauels maakte op 19 april 2015 haar debuut in de Bundesliga in een met 3-1 verloren uitwedstrijd tegen TSG 1899 Hoffenheim. In het seizoen 2015/16 keepte Pauels haar wedstrijden in het tweede elftal van de club uit de Duitse deelstaat Noordrijn-Westfalen. Het volgende seizoen kwam Pauels uit voor SV Werder Bremen waarmee ze degradeerde naar de 2de Bundesliga en in het daaropvolgende seizoen weer terug promoveerde door kampioen te worden. In 2019 en 2020 werd een degradatie van de club uit Noord-Duitsland weer gevolgd door een directe promotie. 
In de zomer van 2023 ging Pauels bij het Portugese SL Benfica haar eerste buitenlandse avontuur aan. Op 17 september 2023 maakte ze haar debuut in de Campeonato Nacional Feminino door in een met 3-1 gewonnen uitoverwinning op Unioa Torreense haar opwachting te maken. Pauels wist met de club uit Lissabon op 1 mei 2024 de League Cup te winnen.

## Statistieken
| Seizoen | Club                | Land      | Competitie                   | Wedstrijden | Doelpunten |
| ------- | ------------------- | --------- | ---------------------------- | ----------- | ---------- |
| 2014/15 | SG Essen-Schönebeck | Duitsland | Bundesliga                   | 2           | 0          |
| 2015/16 | SG Essen-Schönebeck | Duitsland | Bundesliga                   | 0           | 0          |
| 2016/17 | SV Werder Bremen    | Duitsland | 2de Bundesliga               | 18          | 0          |
| 2017/18 | SV Werder Bremen    | Duitsland | Bundesliga                   | 9           | 0          |
| 2018/19 | SV Werder Bremen    | Duitsland | Bundesliga                   | 7           | 0          |
| 2019/20 | SV Werder Bremen    | Duitsland | 2de Bundesliga               | 8           | 0          |
| 2020/21 | SV Werder Bremen    | Duitsland | Bundesliga                   | 17          | 0          |
| 2021/22 | SV Werder Bremen    | Duitsland | Bundesliga                   | 3           | 0          |
| 2022/23 | SV Werder Bremen    | Duitsland | Bundesliga                   | 3           | 0          |
| 2023/24 | SL Benfica          | Portugal  | Campeonato Nacional Feminino | 7           | 0          |
| 2024/25 | SL Benfica          | Portugal  | Campeonato Nacional Feminino | 9           | 0          |
| Totaal  | Totaal              | Totaal    | Totaal                       | 83          | 0          |

Laatste update: 15 januari 2025

## Interlandcarrière
Pauels doorliep Duitsland -15 en Duitsland -16 alvorens ze met Duitsland -17 uitkwam op het EK -17 in 2014 in Engeland en op het WK -17 in 2014 in Costa Rica. Op eerstgenoemde werd ze met haar land Europees kampioen en maakte ze haar opwachting als keepster. Met Duitsland -19 kwam ze uit op het EK -19 in 2015 in Israël en met Duitsland -20 op het WK -20 in 2016 in Papoea-Nieuw-Guinea. Ook maakte ze onderdeel uit van de Duitse selectie van het EK -19 in 2016 in Slowakije, waar ze in twee groepswedstrijden in actie kwam.